# 少年進化論
『少年進化論』（しょうねんしんかろん）は、くさなぎ俊祈の漫画作品。
1998年から2008年「コミックPocke」で連載後、『少年進化論plus』（しょうねんしんかろんプラス）として名前を変え「COMIC Crimson」で連載、そして休刊に伴い「マーガレット」で連載された。
「月刊コミックZERO-SUM」の2015年11号より、『少年進化論†』（しょうねんしんかろんCROSS（クロス））として、新章が連載開始。

## ストーリー
主人公・砂名は、一億人のアイドル「麻生水城」が大嫌い。テレビでは天使のような微笑みと可愛さで愛されキャラの「麻生水城」だが、その正体は我が儘で俺様キャラの29歳、砂名の実父・藤崎直樹だった。そして砂名は顔がそっくりな事を利用されて仕事を代わりに行かされたり、苦労が絶えない日々を送っているのだった。顔だけでなく、不器用さもよく似ている藤崎親子の愛情を描いたシニカル・ロマンティックストーリー。

## 登場人物
藤崎砂名（ふじさき さな）
声：緒方恵美
主人公。現在14歳の中学二年生。人気アイドル麻生水城の隠し子。
料理が得意だが、極度の音痴である。父親である麻生と非常に似た風貌を持つ為、眼鏡で顔を隠している。同じ顔にも拘わらず、父とは違い何の才能もない自分に非常にコンプレックスを抱いている気弱な少年。
唯我独尊な父に振り回されながら、様々な困難や壁にぶつかっている。麻生と顔が似ているせいか、いじめられたり人間トラブルを起こしたり、大変な日々を過ごしている。
アイドルの志穂とは恋人の関係にあるが、奥手の為なかなか進展せずすれ違いが絶えない。
名前の由来は「砂一つ一つにも名前があるんだよ」という実母・麻生水城の言葉から付けられている。
藤崎直樹 / 麻生水城（ふじさき なおき / あそう みずき）
声：石田彰
世界的アイドルの顔を持つ三十路寸前の砂名の父親。芸名は「麻生水城」。中学生の様な童顔の持ち主で16歳と年齢を偽って活動している。
砂名とは正反対な性格で、家庭内暴力ともとれる言動で息子である砂名とある意味のスキンシップを取っている。
口が悪く砂名とはすれ違いが絶えず喧嘩ばかりだが、誰よりも砂名を大切にしている。志穂と同じ仕事の時には砂名に「代わりに仕事に行け」と押しつける形で二人が会えるようにしている。しかし砂名は気づいていない。また砂名への溺愛ぶりは周りに「超親バカ」と称される程だが、砂名には伝わらない。
砂名が生まれた時、自分以外にも父親である可能性の男性がいたにもかかわらず、自分の子として育てることを一切迷わなかった。友人の杉野によると「直樹は砂名と水城（砂名の母）が幸せなら本当に死ぬことも出来る」。
杉野禎人（すぎの よしひと）
声：成田剣
直樹の中学時代からの友人で、現在は直樹のマネージャー。29歳。既婚者。世話焼きの心配性でいつも藤崎家の問題に巻き込まれている。砂名が産まれた当初は直樹に変わって面倒を見たり、アドバイスを与えたりと藤崎家にとってはなくてはならない存在。
直樹の精神的支柱で、一時期マネージャー解任騒動があった時は（不本意であったとはいえ）直樹を苦しめた。
マネージャー復帰後は直樹のワガママに付き合わされつつも現在の状況が大切らしい。こう見えて29歳。
泉志穂（いずみ しほ）
声：水樹奈々
アイドルであり砂名の恋人。歌手としての評価は高いらしいが、女優としての才能は皆無に近い。
地味で引っ込み思案な上、砂名とデートしている所を週刊誌に撮られてしまい、直樹と付き合っていると噂になり業界内でも女性タレントから執拗な嫌がらせを受けている。それでも仕事への熱意は確かにある。
砂名のことが好きなのだが、すれ違いばかりの日々を送っている。砂名のバイト先の樹里への嫉妬によってすれ違ったこともある。幹也に好意を寄せられている。
生まれる前に亡くなってしまった弟・日向がいる。
麻生水城（あそう みずき）
声：玉川紗己子
砂名の母親。直樹の芸名は彼女の名から貰っている。現在は精神を患い入院中。
沢木に好意を抱いていたが、彼がそっけないのであてつけの為に家出をしていた直樹を拾い同棲する事に。
しかし直樹と一緒にいることを見せつけても沢木からは何の反応もなく、不覚にも直樹の子供（砂名）ができてしまう。そしてある日直樹に当たり、その時に思わずひどい言葉を言ってしまう。それが原因で直樹が手首を切り、それを目の当たりにして、彼女は精神を壊してしまう。
入院中に砂名を出産した為、彼女は自身に息子がいる事を知らず、見舞いに来る少年を直樹だと思っている。
芹架（せりか）
声：関俊彦
かつての水城のマネージャーであり、現在は志度のマネージャー。裏方とは思えない程のホストの様な派手な格好をしていて、バッグにはいつも薔薇をしょっている。
自由奔放で軽い性格だが、仕事に関してはプロフェッショナルで水城の問題に難なく対処した。
実は水城の弟で、砂名の叔父であった。
志度幹也（しど みきや）
水城にライバル意識を燃やす中学生アイドル。歌唱力・演技力とも水城と引けを取らない実力を持っている。
砂名の在学していた学校に転入してきた当初、砂名が水城に似ているというだけで友人と共に彼を虐めた。しかし砂名に変装した直樹によって虐めはなくなる。
沢木がマネージャーだったが、実力が足りないとアッサリ捨てられ無能なマネージャーを回され仕事をもらえず苦悩していたが芹架が戻ってきたことによって仕事を取り戻す。
後に水城との実力差などに押しつぶされていた所を精神的に救ってくれた志穂に好意を持つようになり、台本読みに付き合ったり、いじめられているところを助けたりしている。こっそりキスをしたことがあるが志穂はそのことを知らない。
彼本人は砂名が水城の子供だと知らないため、志穂は水城と相思相愛だと思っており、アイドルとしてだけでなく、ライバル心を抱く要因となっている。
麻生社長
声：長嶝高士
直樹（麻生水城）の所属する事務所の社長で、砂名の母親の父親（砂名の祖父）にあたる人物。
娘を壊した直樹に対して憎しみを募らせており、産まれた砂名を引き取った直樹に養育費として小切手を渡し直樹と砂名をその母親から引き離した。
だが、孫である砂名に対しては確かに愛情があるらしく一時期は直樹と親権でもめていた。
「岩男」という名前にこだわりがあるらしく、もし息子が生まれていたら「岩男」という名前に命名したかったが、娘が生まれたためその願いはかなわないと思いきや、砂名が生まれたときも「岩男」という名前を用意していたようである。しかし先に直樹が「砂名」と名付けてしまったため、趣替えしのつもりか、直樹のアイドル初仕事は女装ネタだった。
沢木（さわき）
かつて直樹の所属する事務所で働いていた水城の元恋人。志度の所属する事務所で志度のマネージャーをしていたことがある。現在は氷川理玖のマネージャーを務めている。
恋人の水城に対しても誰に対しても非常に冷酷な人物で、水城が砂名を孕んだ時に（自分の子供である可能性があるにもかかわらず）水城を捨てた。砂名の存在は知らなかったが、志度を通じて「麻生水城（直樹）に隠し子がいる」という疑惑を持つ。
怖いものがないような直樹が唯一恐怖を覚える人物でもある。が、砂名はその経緯を何一つ知らず、沢木が母を狂わせた一端であることも知らない。そのため、ごく普通に「同業者」として接してしまっており、逆に沢木に違和感を抱かせてしまっている。
坂上杏奈（さかがみ あんな）
芹架の働く事務所に所属するモデル。生後間もなく親に捨てられた。
独りで生きていた時に自暴自棄になっていた直樹と出逢い関係を持ち、直樹の子供「ほのか」を身ごもった。（と本人は言っているが、直樹が水城以外の女性の子供を作るとは考えられない。）。
自分と同じく独りであった筈の直樹が砂名と共に生きているのを見て憎しみが募り、砂名やほのかを利用し直樹に執拗な嫌がらせを繰り返していたが、ほのかの存在に気付き正気を取り戻した。今は持病の手術をする為にアメリカに行っている。
岳中樹里（たけなか じゅり）
声：渡辺明乃
砂名のバイト先である喫茶店店主の孫。中2。砂名のことが好き。また砂名が志穂のことを好きと知っているが、砂名にキスをするなど積極的にアプローチしている。
氷川理玖（ひかわ りく）
砂名や志度と同世代の新人アイドル。表向きは穏やかで人当たりのいい少年だが、裏では「麻生水城」を貶めることによって、人気アイドルの座を奪おうとする根性の悪い人物。一時は、砂名が不可抗力で起こしてしまった事故のこともあって、麻生水城に悪いイメージをつけることに多少成功するものの、元々直樹に及ぶ実力はなく、マネージャーの沢木にも見限られ、最後は自滅の道をたどってしまった。

## 商品

### コミック
ピチコミックスPockeシリーズ（学習研究社）
- 少年進化論 - 1998年08月 ISBN 405601938X

クリムゾンコミックス（集英社）
- 少年進化論 - 2000年4月 ISBN 4420170174 ※ Pocke版の再録。おまけまんがが違う。
- 少年進化論plus1 - 1999年10月 ISBN 4420170131
- 少年進化論plus2 - 2000年08月 ISBN 4420170220
- 少年進化論plus3 - 2001年09月 ISBN 4420170344
- 少年進化論plus4 - 2003年02月 ISBN 442017045X
- 少年進化論plus5 - 2007年05月 ISBN 9784420170598

マーガレットコミックス（集英社） ※ クリムゾン版の新装版という訳ではない。
- 少年進化論1 - 2004年04月 ISBN 408847712X
- 少年進化論2 - 2005年02月 ISBN 4088478258
- 少年進化論3 - 2005年12月 ISBN 4088460146
- 少年進化論4 - 2007年01月 ISBN 9784088461311
- 少年進化論5 - 2007年10月 ISBN 9784088462226
- 少年進化論6 - 2008年03月 ISBN 9784088462745
- 少年進化論7 - 2008年10月 ISBN 9784088463421

創美社コミック文庫（現・集英社クリエイティブコミック文庫）（創美社（現・集英社クリエイティブ））※クリムゾン版を文庫化
- 少年進化論 - 2009年8月 ISBN 9784420250177
- 少年進化論plus1 - 2009年8月 ISBN 9784420250184
- 少年進化論plus2 - 2009年09月 ISBN 9784420250191
- 少年進化論plus3 - 2009年09月 ISBN 9784420250207

IDコミックス ZERO-SUMコミックス（一迅社）※クリムゾン版とマーガレット版を合わせた新装版
- 新装版 少年進化論1 - 2014年10月 ISBN 9784758059657
- 新装版 少年進化論2 - 2014年11月 ISBN 9784758059732
- 新装版 少年進化論3 - 2014年12月 ISBN 9784758059817
- 新装版 少年進化論4 - 2015年01月 ISBN 9784758059930
- 新装版 少年進化論5 - 2015年02月 ISBN 9784758030267
- 新装版 少年進化論6 - 2015年03月 ISBN 9784758030335
- 新装版 少年進化論7 - 2015年04月 ISBN 9784758030403

IDコミックス ZERO-SUMコミックス（一迅社）
- 少年進化論†1 - 2016年05月 ISBN 9784758031912

### ドラマCD
- 少年進化論plus（2000年12月6日、キングレコード / KICA-1239）
- 中年進化論plus（2002年9月25日、キングレコード / KICA-1275）
- 集英社ドラマCD 少年進化論（2005年6月10日、集英社 / SCD-909141）
- 集英社ドラマCD 少年進化論2（2008年3月7日、集英社 / ISBN 9784089011621）

イメージソング
- 少年進化論plus「想い」（歌：水樹奈々）
- 中年進化論plus「Brilliant Star」（歌：水樹奈々）

キャスト
- 藤崎砂名：緒方恵美
- 藤崎直樹：石田彰
- 杉野禎人：成田剣
- 泉志穂：水樹奈々
- 芹架：関俊彦
- 望月嵐斗：小西克幸
- 千堂忍：櫻井孝宏